# ウィントゥン族

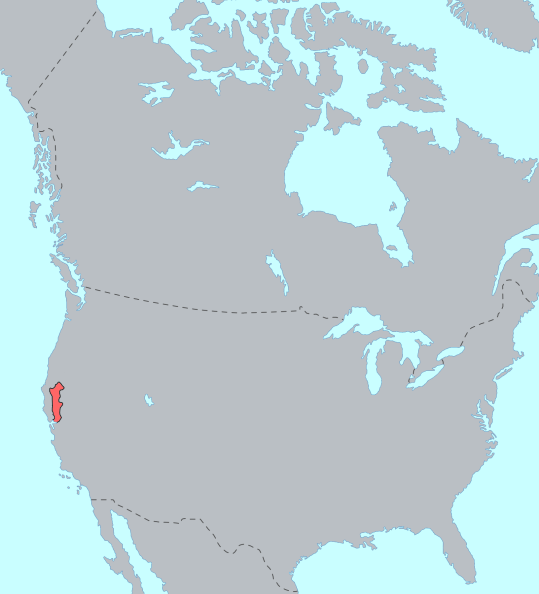
ウィントゥ語の分布範囲

ウィントゥン族（ウィントゥンぞく、英語: Wintun）は、米国北カリフォルニアのいくつかの関連するネイティブ・アメリカン種族で、ウィントゥー (北部)、ノムラキ (Nomlaki、中部)、パトウィン (Patwin、南部) などがある。彼らの生活範囲は、ほぼ現在のシャスタ湖からサンフランシスコ湾まで、サクラメント川の西側に沿ってカリフォルニア海岸山脈までである。これらの各部族はペヌーティ語族に属するウィントゥー語のそれぞれの方言を話す。
言語学的および考古学的証拠によると、ウィントゥン族は現在のオレゴン州南部から西暦500年ごろにカリフォルニア地域に入り、この地域に弓矢技術を導入した可能性がある。

## 参照項目
- ペヌーティ語族